# Костаница
Костаница (на сръбски: Костањица) е село в Черна гора, разположено в община Котор. Населението му според преброяването през 2011 г. е 127 души.

## Население
Численост на населението според преброяванията през годините:
- 1948 – 215 души
- 1953 – 227 души
- 1961 – 223 души
- 1971 – 179 души
- 1981 – 186 души
- 1991 – 151 души
- 2003 – 127 души
- 2011 – 127 души